# Five Iron Frenzy
Five Iron Frenzy (ook wel bekend als Five Iron of FIF) is een christelijke skaband uit de Verenigde Staten die in 1995 werd opgericht. De band is een tijd uit elkaar geweest maar is inmiddels weer bij elkaar.

## Albums
- 1996 : 'Upbeats and Beatdowns';
- 1997 : 'Our newest album ever!';
- 1998 : 'Quantity is job 1' (EP);
- 1999 : 'Proof that the youth is revolting' (live-album opgenomen tijdens het Cornerstone Festival);
- 2000 : 'All the hype that money can buy';
- 2001 : 'Five Iron Frenzy 2: Electric Boogaloo';
- 2003 : 'Cheeses... (of Nazareth)' (compilatie-album van B-kanten en losse tracks);
- 2003 : 'The end is near';
- 2004 : 'The end is here' (live-album opgenomen tijdens het afscheidsconcert);

In 2011 kondigde de band aan dat er na 10 jaar weer een nieuw studioalbum uit te brengen. Ze brachten een gratis single uit 'It Was A Dark And Stormy Night' en startten een Kickstarter-project om het nieuwe album te financieren. Ze beoogden $30.000 op te halen in 30 dagen, maar dit bedrag was al na een uur behaald en uiteindelijk werd er $200.000 opgehaald. Uiteindelijk werd het album op 26 november 2013 (10 jaar en 4 dagen na de afscheidsshow) uitgebracht
- 2013: 'Engine of a Million Plots';